# Neomaso angusticeps
Neomaso angusticeps là một loài nhện trong họ Linyphiidae.
Loài này thuộc chi Neomaso. Neomaso angusticeps được Alfred Frank Millidge miêu tả năm 1985.